# لاوذقية في سوريا
35°31′08″N 35°46′36″E / 35.51892275°N 35.7766297°E

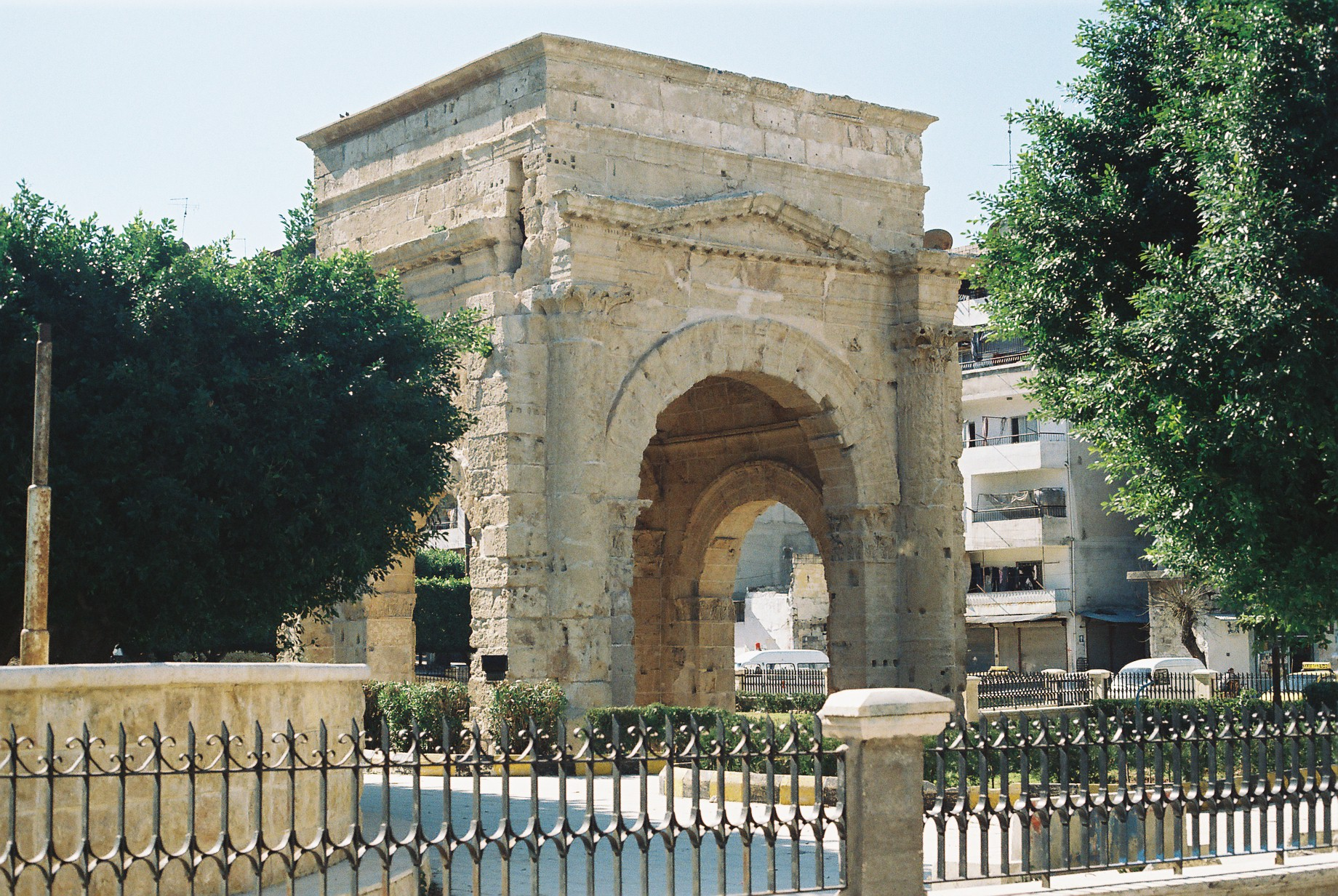
"قوس النصر (اللاذقية)" في لاودكية، بناه سيبتيموس سيفيروس في عام 193 م.

اللاوذقية (الإغريقية القديمة: Λαοδίκεια) كانت مدينة ساحلية ومستعمرة مهمة للإمبراطورية الرومانية في سوريا القديمة، بالقرب من مدينة اللاذقية الحديثة. وكانت تسمى أيضًا لاودكية في سوريا أو لاودكية البحر. في عهد سيبتيموس سيفيروس، كانت عاصمة سوريا الرومانية، ومقاطعة ثيودورياس الرومانية الشرقية من عام 528 إلى 637 م.

## التاريخ

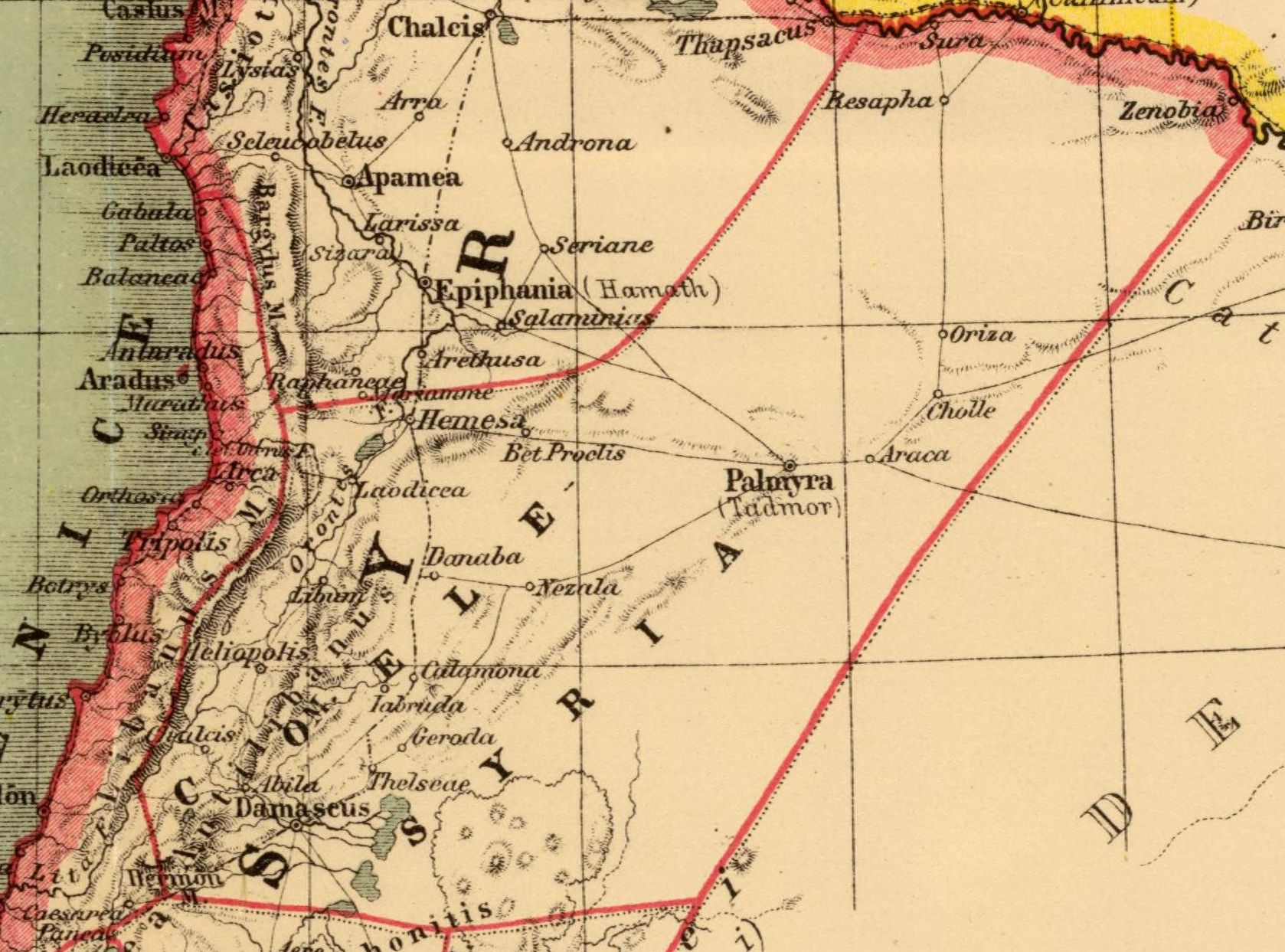
خريطة توضح مدينة لاودكية في العصر الروماني

كانت مدينة رميثة الفينيقية تقع في المنطقة الساحلية حيث يقع ميناء اللاذقية الحديث، والمعروف لدى الإغريق باسم Leukê Aktê أو "الساحل الأبيض". حصلت لاودكية على اسمها عندما تأسست لأول مرة في القرن الرابع قبل الميلاد تحت حكم الإمبراطورية السلوقية؛ أطلق عليها سلوقس الأول نيكاتور هذا الاسم تكريمًا لوالدته لاودكية المقدونية [الإنجليزية] (اليونانية: Λαοδίκεια ἡ Πάραλος). وظلت المدينة تحت حكم الرومان حتى الفتح العربي لها في عام 636 م.

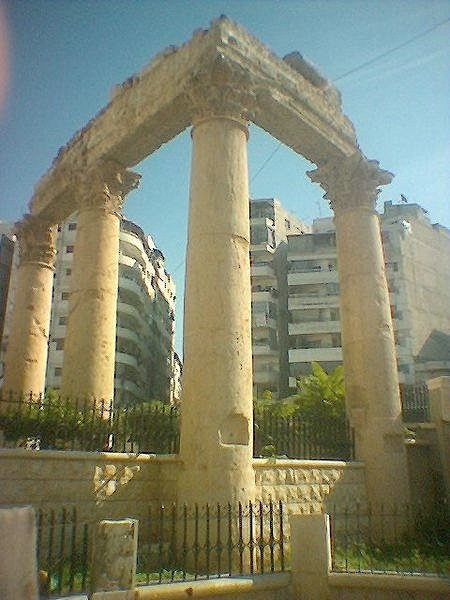
معبد باخوس في اللاذقية الحالية

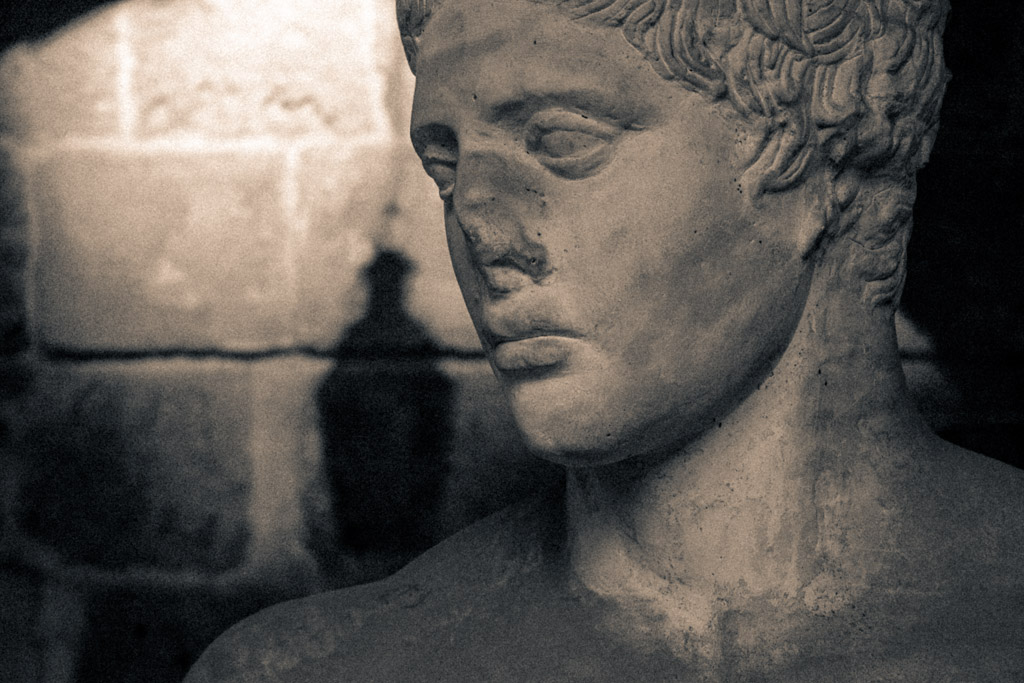
تمثال كلاسيكي في المتحف الوطني باللاذقية

## ملحوظات
1. ↑  Burns، Ross (30 يونيو 2009). Monuments of Syria: A Guide. I.B.Tauris. ISBN:9780857714893. مؤرشف من الأصل في 2023-10-25. اطلع عليه بتاريخ 2016-06-11 – عبر Google Books.

## فهرس
- الجزار، كيفن. سوريا الرومانية والشرق الأدنى منشورات جيتي. لوس أنجلوس، 2003(ردمك 0892367156) (  )
- روس بيرنز. المعالم الأثرية في سوريا: دليل . الناشر IBTauris. نيويورك، 2009(ردمك 0857714899)

## طالع أيضًا
- بيريتوس
- ثيودورياس (مقاطعة)
- أبوليناريوس اللاودكية
- أنطاكية